# Šibenik-Brücke
Die  Šibenik-Brücke (offiziell kroatisch Šibenski most) ist eine Bogenbrücke aus Stahlbeton über den kroatischen Fluss Krka in der Nähe der Stadt Šibenik. Die Brücke überführt die Nationalstraße D8 und wurde zwischen 1964 und 1966 errichtet. Im November 1966 folgte die Verkehrsfreigabe.

## Technische Details

### Konstruktion
Der Bogen der Šibenik-Brücke hat einen rechteckigen, dreizelligen Hohlkastenquerschnitt mit Abmessungen von 7,5 m mal 3,7 m im Scheitelpunkt und wurde als weltweit erste Stahlbetonbogenbrücke im Freivorbau mit Hilfsabspannungen hergestellt. Die Wandstärke der Ober- und Untergurte des Kastens ist, an den Kraftverlauf angepasst, über die Bogenlänge variabel und liegt im Scheitel bei 28 cm und am Auflager bei 60 cm. Der oben aufliegende Fahrbahnträger ist 10,8 m breit und wurde aus vorgespannten Fertigteilträgern zusammengesetzt.

### Beschädigungen im Krieg
Im Jahr 1991 wurde die Brücke während des Kroatienkriegs von mehreren Granaten getroffen. Der schwerwiegendste Treffer führte zur Beschädigung eines Fahrbahnträgers, bei der große Betonstücke aus dem Steg und dem Untergurt des Trägers herausgesprengt wurden. Die Tragfähigkeit der Struktur blieb allerdings weitestgehend erhalten, sodass die Brücke den Straßenverkehr weiterhin aufnehmen konnte.

### Beschädigungen durch Korrosion
Eine ausführliche Überprüfung der Brücke im Jahr 2005 brachte hervor, dass an mehreren Stellen eine Korrosion des Betonstahls eingesetzt hat. Besonders betroffen sind die Anschlüsse des Fahrbahnträgers an den Brückenunterbau, die, bedingt durch ihr Design, anfällig für solche Schäden sind.

## Tourismus und Sport

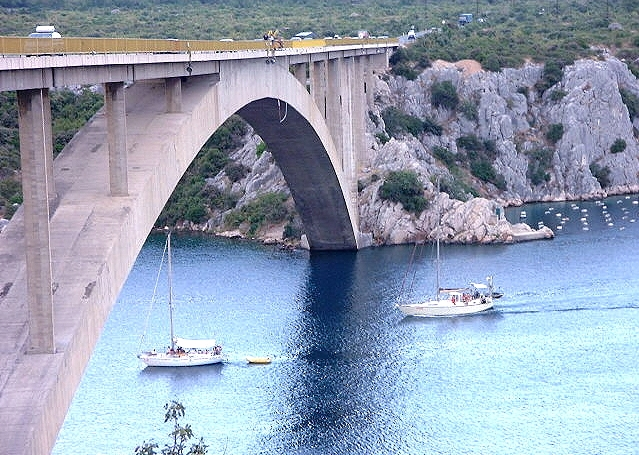
Bungeespringer auf der Brücke

Die Brücke ist auch ein Ziel für Touristen und Extremsportler. In ihrer Mitte ist eine Plattform angebracht, von der aus Bungeespringen möglich ist. Unmittelbar südlich der Brücke befindet sich ein Aussichtspunkt mit Blick auf die Stadt Šibenik und die Brücke.